# Fritz Fromm
Fritz Fromm (Hannover, 12 aprile 1913 – Hannover, 13 ottobre 2001) è stato un pallamanista tedesco.

## Palmarès

### Olimpiadi
- Oro a Berlino 1936 nella pallamano.